# Keshi

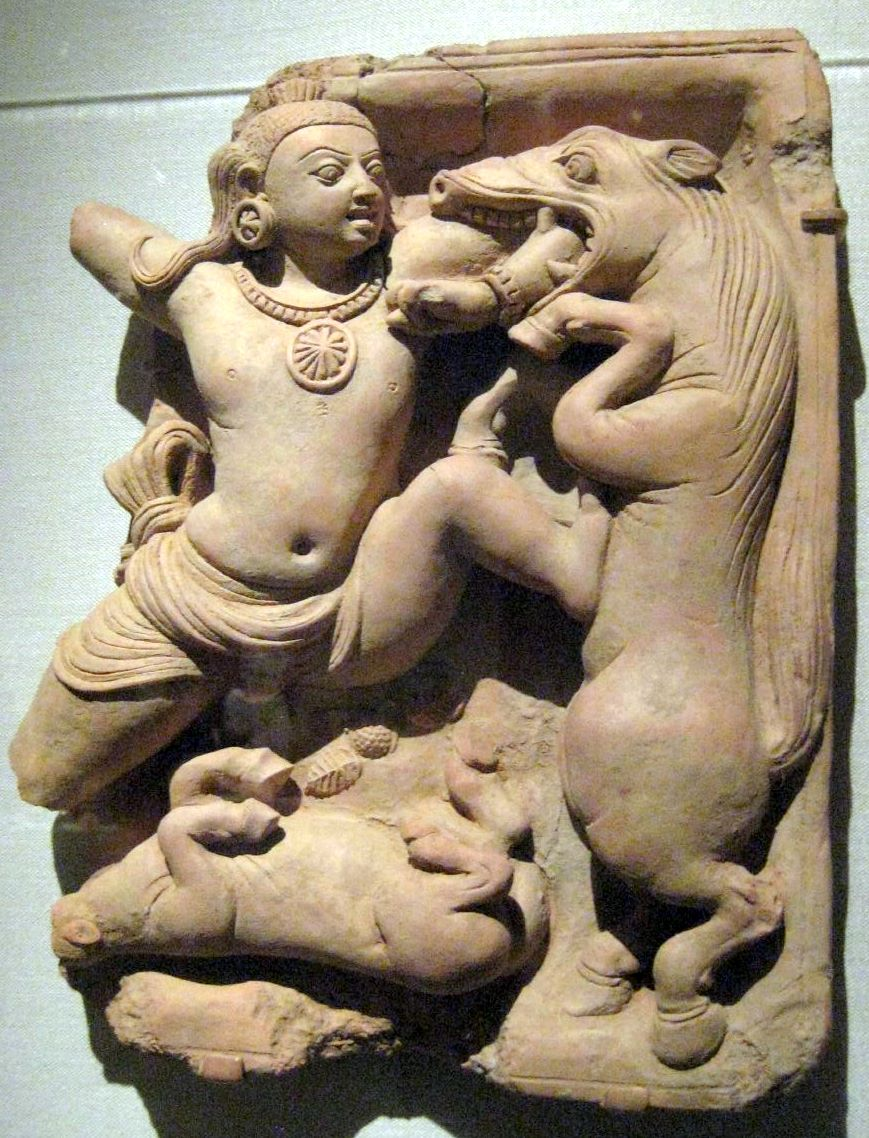
Krishna tuant Keshi

Keshi est, dans la mythologie hindoue, un cheval démoniaque (asura) tué par Krishna, un avatar du dieu Vishnou. 